# Мигунов, Андрей Павлович
Андрей Павлович Мигунов (14 августа 1964, дер. Сарышево, Мелеузовский район, Башкирская АССР, РСФСР, СССР — 28 ноября 2023, Украина) — российский военнослужащий, подполковник, командир танкового батальона имени Героя Советского союза М. И. Зорина 31-го мотострелкового полка «Башкортостан» 67-й мотострелковой дивизии 25-й общевойсковой армии Центрального военного округа. Герой Российской Федерации (2024, посмертно).

## Биография
Родился 14 августа 1964 года в деревне Сарышево Мелеузовского района АССР.
В 1981 году завершил обучение в сарышевской средней школе. С этого же года подписал контракт с Вооружёнными силами СССР, изначально являясь курсантом Камышинского высшего военного строительного командного училища Волгоградской области. В 1985 году после окончания данного военного заведения, служил в строевых частях Советской армии. С 1985 года по 1986 год в составе ограниченного контингента советских войск участвовал в боевых задачах в Афганистане. Был в должности командира автомобильного завода. После того, как Мигунов вернулся на родину, продолжил службу в Вооружённых силах СССР. В 2006 году в звании подполковника был уволен в запас.
В марте 2011 года участвовал в выборах Красноусольского сельского совета 
После российского вторжения на Украину подписал контракт с Министерством обороны России, нёс службу в качестве командира танкового батальона.
Погиб 28 ноября 2023 года на Украине в возрасте 59 лет. Похоронен 18 декабря 2023 года в селе Красноусольский Гафурийского района Республики Башкортостан.

## Звания и награды
- Герой Российской Федерации (Указом Президента Российской Федерации «закрытым» от 22 января 2024 года за мужество и героизм, проявленные при использовании воинского долга, подполковнику Мигунову Андрею Павловичу присвоено звание Героя Российской Федерации, посмертно).
- Медаль Жукова
- Медаль «За боевые заслуги»
- Орден генерала Шаймуратова
- Другие награды